# Storia di erbe fluttuanti
Storia di erbe fluttuanti (浮草物語?, Ukikusa monogatari) è un film del 1934 diretto da Yasujirō Ozu. Lo stesso regista ne ha girato un remake nel 1959 intitolato Erbe fluttuanti.

## Trama
Il film segue le vicende di Kihachi, un attore che dirige una compagnia di attori girovaghi. Nel suo peregrinare, il protagonista e i suoi colleghi-amici girano molti luoghi senza mai avere una residenza stabile e questo impedisce a tutti i membri della compagnia teatrale di realizzare affetti e legami duraturi con le altre persone. Tuttavia Kihachi vive bene questa situazione e non se ne preoccupa più di tanto, fino a quando incontra un figlio avuto da una relazione di molti anni prima. Da quel momento anche la sua vita andrà in crisi.